# Noemí Casquet
Noemí Casquet (Sabadell, 1992) és una periodista i escriptora catalana especialitzada en sexualitat i viatges. Va estudiar periodisme a la Universitat Autònoma de Barcelona. Ha treballat com a presentadora de televisió. El seu primer llibre és Mala mujer (Editorial Lunwerg).
Dirigeix Santa Mandanga, una plataforma d'educació sexual i afectiva explícita. És la creadora de Totoyo, una agència de comunicació enfocada en la sexualitat. També és coneguda pel seu canal de Youtube, en el qual publica vídeos sobre sexualitat, poliamor i altres temes relacionats. Ha col·laborat amb diferents mitjans de comunicació, com El Periódico, Cadena Ser, Tele 5 i TVE.

## Publicacions
- Mala mujer (Editorial Lunwerg, 2019)
- Zorras (Ediciones B, 2020)[6]
- Malas (Ediciones B, 2020)[7]